# Angel Guenchev
Angel Guenchev (né le 31 janvier 1967) est un haltérophile bulgare.
Il a été sacré champion d'Europe en 1988 à Cardiff, et médaille de bronze aux championnats du monde en 1994.
Lors des Jeux olympiques d'été de 1988 il a été disqualifié pour dopage, déclaré positif au furosémide, et sa médaille d'or dans la catégorie 67,5 kg lui a été retirée, comme pour un autre membre de l'équipe de Bulgarie, Mitko Grablev, qui a lui aussi été contrôlé positif au furosémide; l'équipe bulgare a alors été exclue de la compétition,,.